# Станислав Конопасек
Станислав Конопасек (чеш. Stanislav Konopásek; Хоржовице, 18. април 1923 − Праг, 6. март 2008) био је професионални чехословачки хокејаш на леду и члан куће славних чешког хокеја. Играо је на позицији левокрилног нападача.
Као део златне чехословачке генерације са краја 1940.их година са репрезентацијом Чехословачке освојио је две титуле светског првака на првенствима 1947. у Прагу и 1949. у Стокхолму, те сребро на Зимским олимпијским играма 1948. у швајцарском Санкт Морицу. У дресу репрезентације одиграо је укупно 50 утакмице уз учинак од 69 постигнутих голова.
Играчку каријеру започео је 1935. године у прашком ЛТЦ-у у чијим редовима је играо пуних 15 сезона, све до 1950. године. Са екипом ЛТЦ-а освојио је чак 11 титула националног првака, те 4 титуле победника међународног турнира Шпенглеров куп. Непосредно пре одласка у Лондон, на светско првенство 1950. на ком је Чехословачка требало да брани титулу светског првака, Конопасек и још 12 играча репрезентације ухапшено је од стране комунистичких власти уз оптужбе за покушај државне издаје. Конопасек је убрзо осуђен за покушај издаје и првостепено осуђен на 12 година затворске казне. Казну је служио у радном логору у руднику уранијума недалеко од Прибрама, а након пет година пуштен је на слободу. По изласку из затвора Конопасек се враћа хокеју на леду и у сезони 1955/56. игра за екипуа Татра Смичов, а већ наредне сезоне прелази у редове прашке Спарте. У Чехословачкој лиги одиграо је укупно 103 утакмице и постигао 92 гола.
По окончању играчке каријере Конопасек остаје посвећен хокеју на леду и наредних 10 година (1963−1973) ради као главни тренер у екипама Моторлет Праг (1963−1965), Катовице (1965−1968) и Спарта (1968−1973). Као тренер пољских Катовица освојио је титулу националног првака Пољске у сезони 1967/68.